# Johann Nepomuk Kaňka senior
Johann Nepomuk Kaňka (* 1744 in Prag; † 30. März 1798 ebenda) war ein böhmischer Jurist und Komponist.

## Leben
Der Sohn des Baumeisters Franz Maximilian Kaňka erhielt seine Ausbildung am Jesuitenkolleg und studierte danach Jura und Philosophie an der Universität Prag, wo er 1768 zum Dr. jur. promovierte. Anschließend war er im Justizdienst beschäftigt. 1778 wurde er Appellationsrat, 1783 Landrat in Böhmen und 1787 Appellationsrat beim Landrecht. 
Daneben veranstaltete er in seiner Wohnung Musikabende und betätigte sich als Komponist und Musikaliensammler. Sein gleichnamiger Sohn Johann Nepomuk war ebenfalls ein bekannter Jurist und Komponist.

## Werke
- Institutiones juris canonici ad ordinem decretalium (1770)
- Balli tedeschi (1787, nach Mozarts Figaro)
- Systema juris gentium universale (1798)